# Oxytenia
Oxytenia là một chi thực vật có hoa trong họ Cúc (Asteraceae).

## Loài
Chi Oxytenia gồm các loài: